# Kamianets-Podilskyï
Kamianets-Podilskyï (en ukrainien : Кам’янець-Подільський) ou Kamenets-Podolski (en russe : Каменец-Подольский ; en polonais : Kamieniec Podolski) est une ville de l'oblast de Khmelnytskyï, en Ukraine occidentale. Sa population s'élevait à 109 000 habitants en 2024.
La ville est citée dans la liste indicative du patrimoine mondial de l'UNESCO.

## Géographie
Kamianets-Podilskyï est arrosée par la rivière Smotrytch, un affluent du Dniestr, et se trouve à 63 km au nord-est de Tchernivtsi, à 88 km au sud-ouest de Khmelnytsky et à 343 km au sud-ouest de Kiev.
En train jusqu'à la gare de Kamenetz ou de Khmelnytsky en train direct et rapide de Kiev. La circulation est facilitée par le Pont de Novoplanovsky, inauguré en 1874 et qui est classé.

## Nom
Son nom vient de kamin’ (камінь) ou kamen signifiant « pierre » en vieux slave, et de Podolie (Поділля), dont Kamenets-Podolski est considérée comme la capitale historique.

## Histoire

### Antiquité
Plusieurs historiens considèrent qu'une ville fut fondée sur ce site par les anciens Daces qui vivaient dans ce qui correspond de nos jours à la Roumanie, la Moldavie et des portions de l'Ukraine. Les historiens affirment que les fondateurs nommèrent l'établissement Petridava ou Klepidava dont l'origine vient du grec petra ou en latin lapis signifiant « rocher » et en dace dava signifiant « ville »,.
À l'époque romaine, Kamianets-Podilskyï semble être un centre d'échange avec la province romaine de Dacie, comme en témoignent les pièces de monnaie romaines et d'autres objets découverts sur le site. La ville a peut-être même servi de place de garnison pour l'armée romaine.

### Moyen Âge
Kamianets-Podilskyï est mentionnée pour la première fois en 1062 comme faisant partie de la Rus' de Kiev. En 1241, elle fut détruite par les Mongols. Annexée en 1352 par le roi Casimir III de Pologne, elle devint la capitale de la voïvodie de Podolie, et le siège de l'administration civile et militaire. Stratégiquement très importantes, les fortifications de la ville furent constamment renforcées par les rois polonais pour défendre la Pologne contre les invasions ottomanes et tatares.

### Temps modernes
Pendant le Soulèvement de Khmelnytsky (1648–58), la communauté juive souffrit beaucoup des Cosaques Chmielnicki d'un côté et des Tatars de Crimée de l'autre (leur objectif principal était l'extorsion de rançons).
Après la paix de Buczacz signée en 1672, Kamianets-Podilskyï fit brièvement partie de l'Empire ottoman, comme capitale du pachalik de Podolie. Pour neutraliser la menace turque contre l'union la république des Deux Nations, le roi Jean III Sobieski construisit une forteresse près des Remparts de la Sainte Trinité. La ville fut rendue à la Pologne par le traité de Karlowitz de 1699, sous le roi Auguste II de Pologne dit le Fort. La forteresse continua d'être agrandie et fut considérée comme le point fort de la république des Deux Nations. Les ruines préservées de la forteresse contiennent encore les boulets de canon qui atterrirent là au cours de différents assauts.
À l'occasion du second partage de la Pologne, en 1793, la ville fut rattachée à l'Empire russe et devint le centre administratif du gouvernement de Podolie. Pierre le Grand visita deux fois la forteresse, qui l'impressionna. Celle-ci servit d'ailleurs de prison au chef rebelle Oustym Karmaliouk, qui tenta trois fois de s'évader.

### XXesiècle
En 1914, la ville perdit sa fonction de capitale du gouvernement de Podolie au profit de Vinnytsia. Prise par l'armée polonaise lors de la guerre russo-polonaise de 1920, elle fut cédée à la Russie soviétique en 1921 par le traité de Riga. Elle fut la capitale administrative de l'oblast de Kamianets-Podilsky jusqu'en 1941.
Pendant la Seconde Guerre mondiale, les 27 et 28 août 1941, des unités des Einsatzgruppen (groupes mobiles d'extermination) stationnées à Kamianets-Podilskyï et des troupes sous le commandement du plus haut responsable des SS et de la police pour la région Sud, le général SS Friedrich Jeckeln, procédèrent à des exécutions de masse de 18 000 Juifs déportés de Hongrie ainsi que de la population juive locale. D’après le rapport de Jeckeln lui-même, 23 600 Juifs furent massacrés à 15 km de Kamianets-Podilskyï. Il s'agissait du premier meurtre de masse à grande échelle, qui inaugurait la mise en œuvre de la « Solution finale » (voir Massacre de Kamenets-Podolski).
La bataille de la poche de Kamianets-Podilskyï se déroule en 1944.

## Population
Recensements (*) ou estimations de la population :
| 1840   | 1897*  | 1912   | 1923*  | 1926*  | 1939*  | 1944   |
| ------ | ------ | ------ | ------ | ------ | ------ | ------ |
| 14 700 | 35 934 | 50 500 | 29 375 | 31 098 | 34 849 | 11 000 |

| 1959*  | 1970*  | 1979*  | 1989*   | 2001*  | 2012    | 2013    |
| ------ | ------ | ------ | ------- | ------ | ------- | ------- |
| 40 299 | 57 111 | 84 440 | 102 236 | 99 610 | 102 969 | 102 743 |

| 2014    | 2015    | 2016    | 2017    | 2018    | 2019   | 2022   |
| ------- | ------- | ------- | ------- | ------- | ------ | ------ |
| 102 254 | 101 728 | 101 235 | 100 462 | 100 281 | 99 755 | 96 896 |

## Personnalités liées à la ville
Personnalités nées à Kamianets-Podilskyï :
- Vincent Axamitowski (1760-1828), général polonais du Premier Empire ;
- Vladimir Beliaïev (1909-1990), écrivain soviétique ;
- Sergueï Gorchkov (1910-1988), amiral soviétique ;
- Jacques de Gunzbourg (1853-1929), banquier franco-russe ;
- Vladimir Kaplitchny (1944-2004), footballeur soviétique ;
- Iryna Kindzerska (née en 1991), judokate ukrainienne ;
- Mikhaïl Kourilko (1880-1969), peintre et scénographe soviétique ;
- Iryna Merleni (née en 1982), lutteuse ukrainienne ;
- Aleksander Michałowski (1851-1938), pianiste polonais ;
- Andrzej Potocki (1620-1691), diplomate et officier militaire polonais ;
- Ida Rhodes (1900-1989), mathématicienne et informaticienne américaine ;
- Paul Sapieha (1781-1855), général polonais du Premier Empire ;
- Maria Savina (1854-1915), actrice de théâtre russe ;
- Isaac Schneersohn (1881-1969), rabbin franco-russe ;
- Paulette Schwartzmann (1894-1953), joueuse d'échecs franco-russe ;
- Zvee Scooler (1899-1985), acteur et animateur de radio américain ;
- Leonid Stein (1934-1973), joueur d'échecs soviétique ;
- Nikolaï Tchebotariov (1894-1947), mathématicien soviétique ;
- Arthur Tracy (1899-1997), chanteur et acteur américain ;
- Wanda Wojnarowska (1864-1911), institutrice et militante socialiste franco-polonaise ;
- Józef Zajączek (1752-1826), militaire et homme politique polonais.

Personnalités mortes à Kamianets-Podilskyï :
- Israel Friedlander (1876-1920), rabbin et universitaire russo-américain ;
- Iouri Khmelnytsky (1641-1685), chef cosaque.

## Galerie d'images

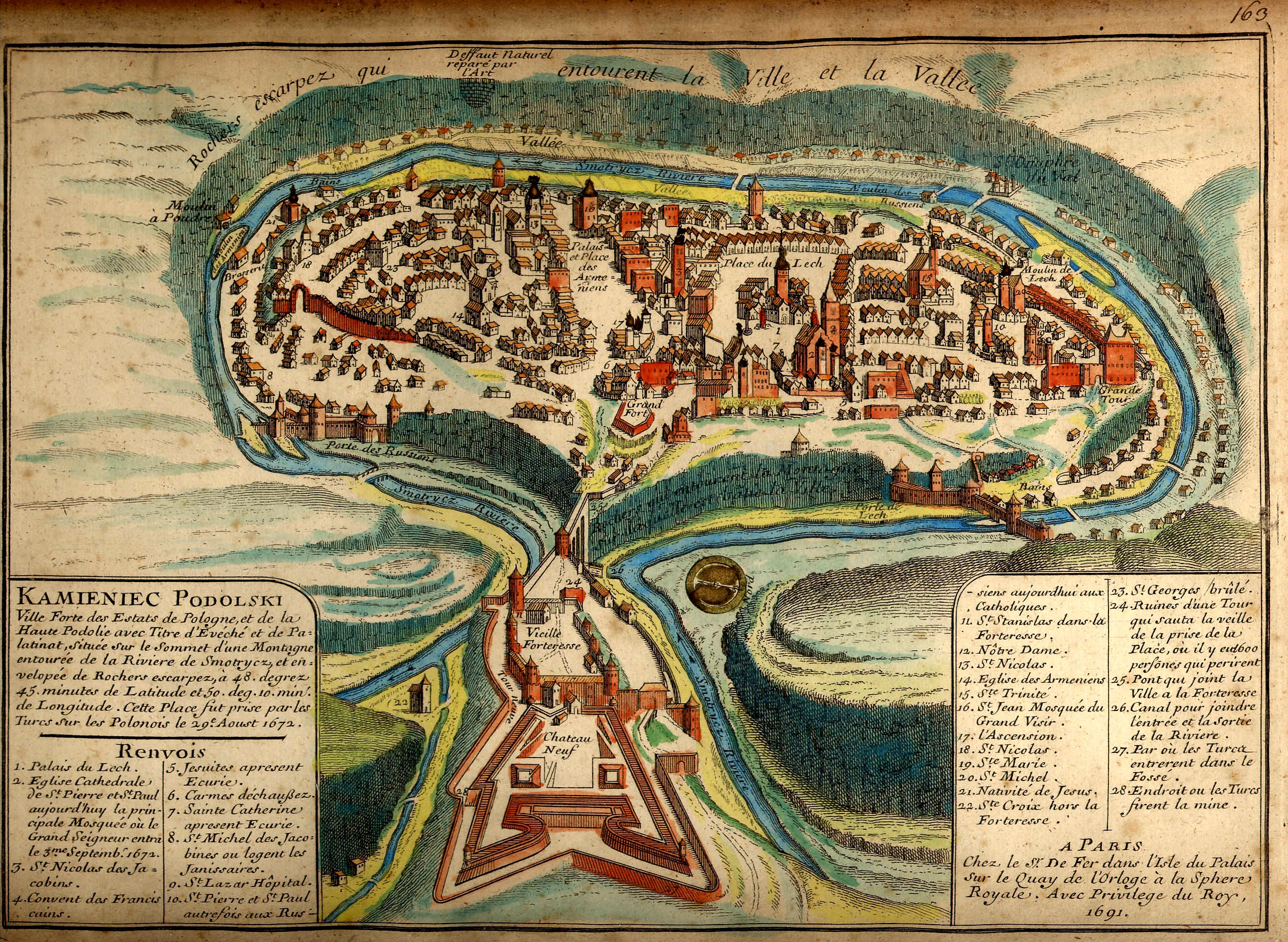
Carte de Nicolas de Fer de 1691 montrant la vieille ville et du château, entourée par la rivière Smotrytch.
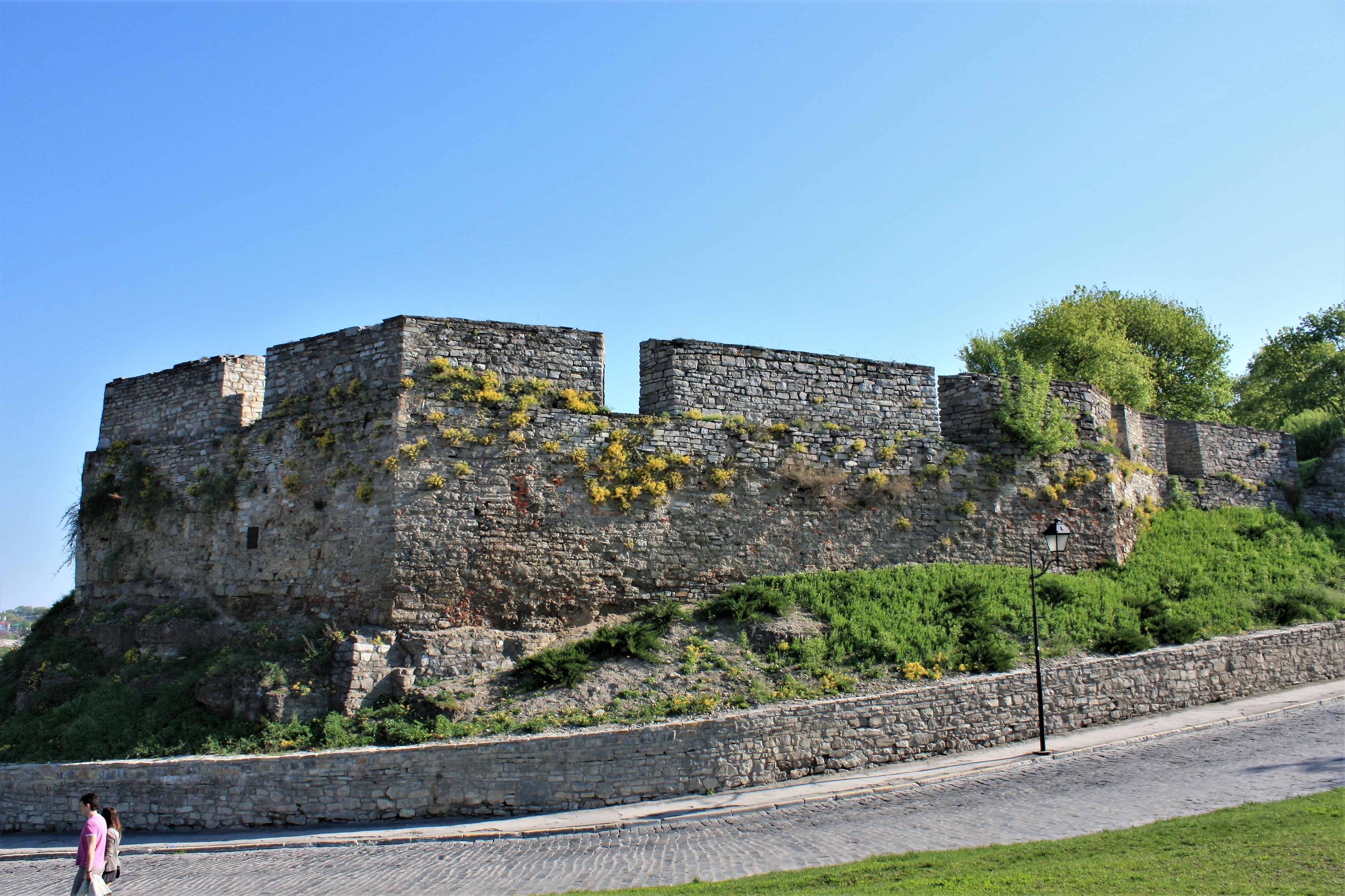
Le bastion arménien.
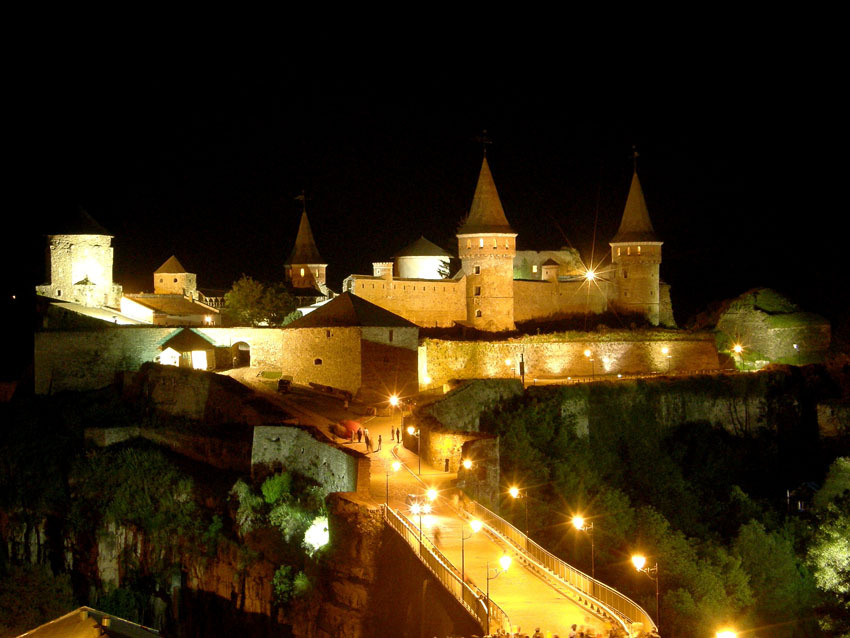
La forteresse de Kamianets.
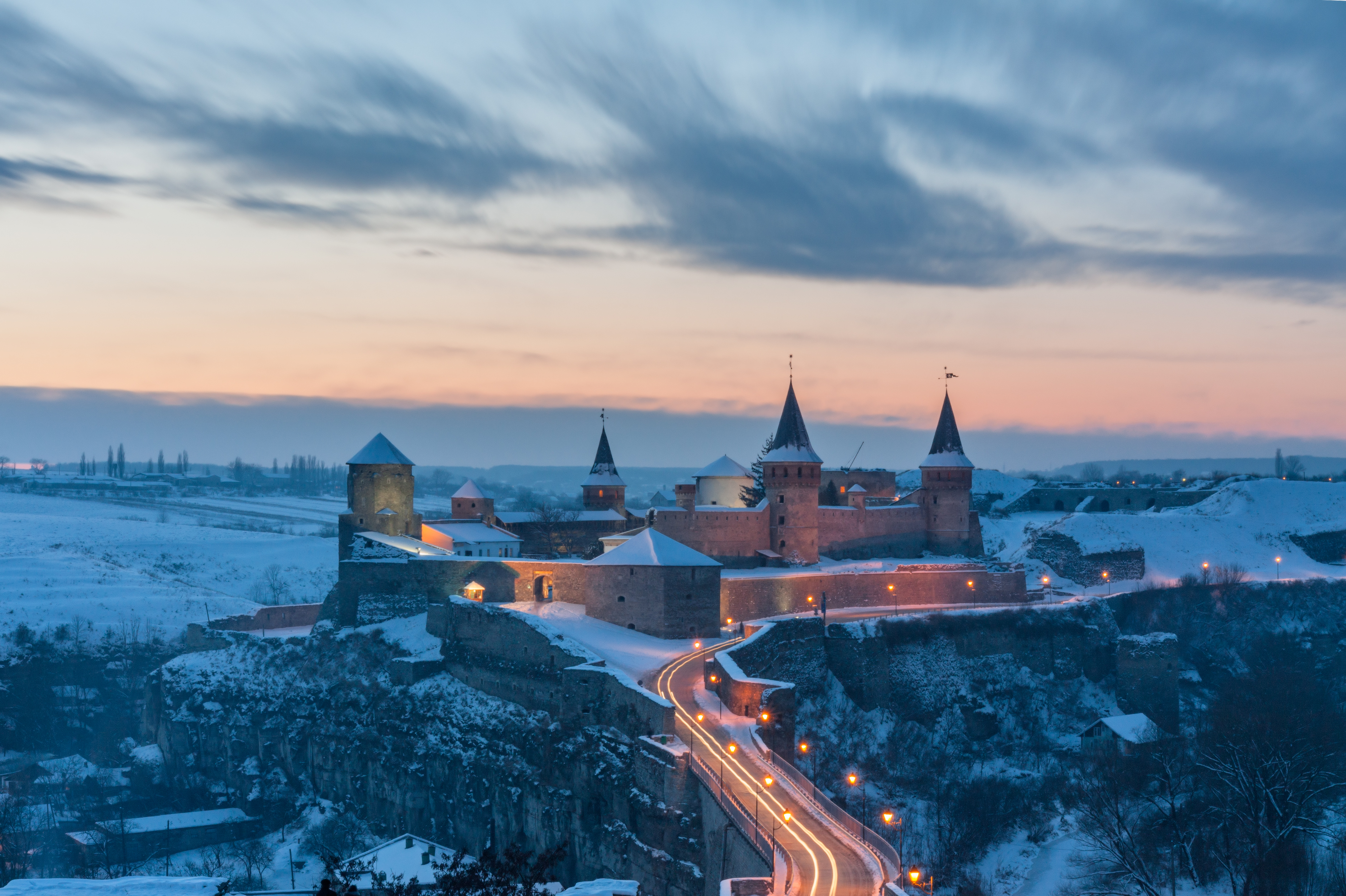
Autre vue de  la forteresse, décembre 2010.
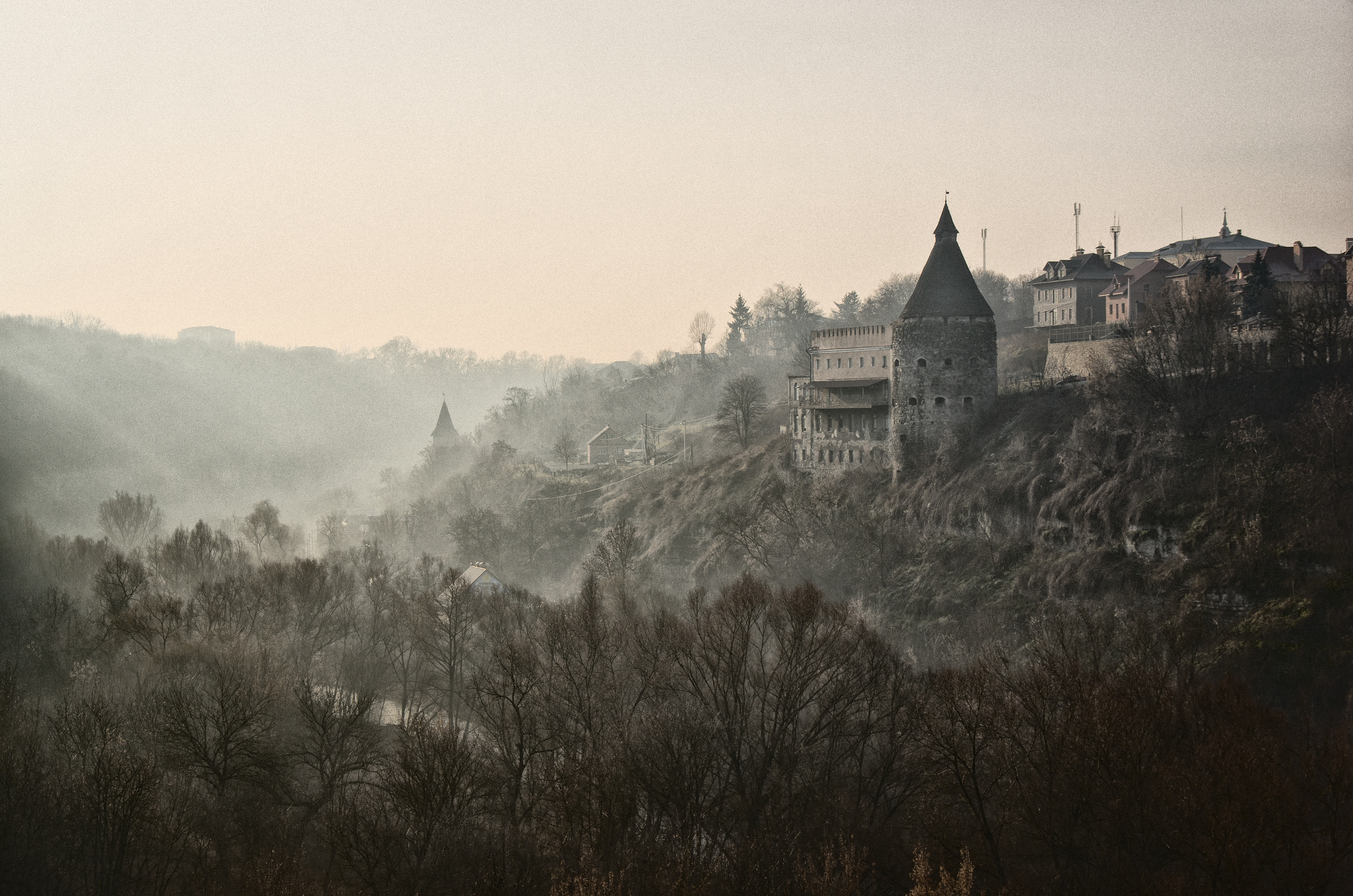
La tour Hontcharna à Kamianets-Podilskyï. Décembre 2013.
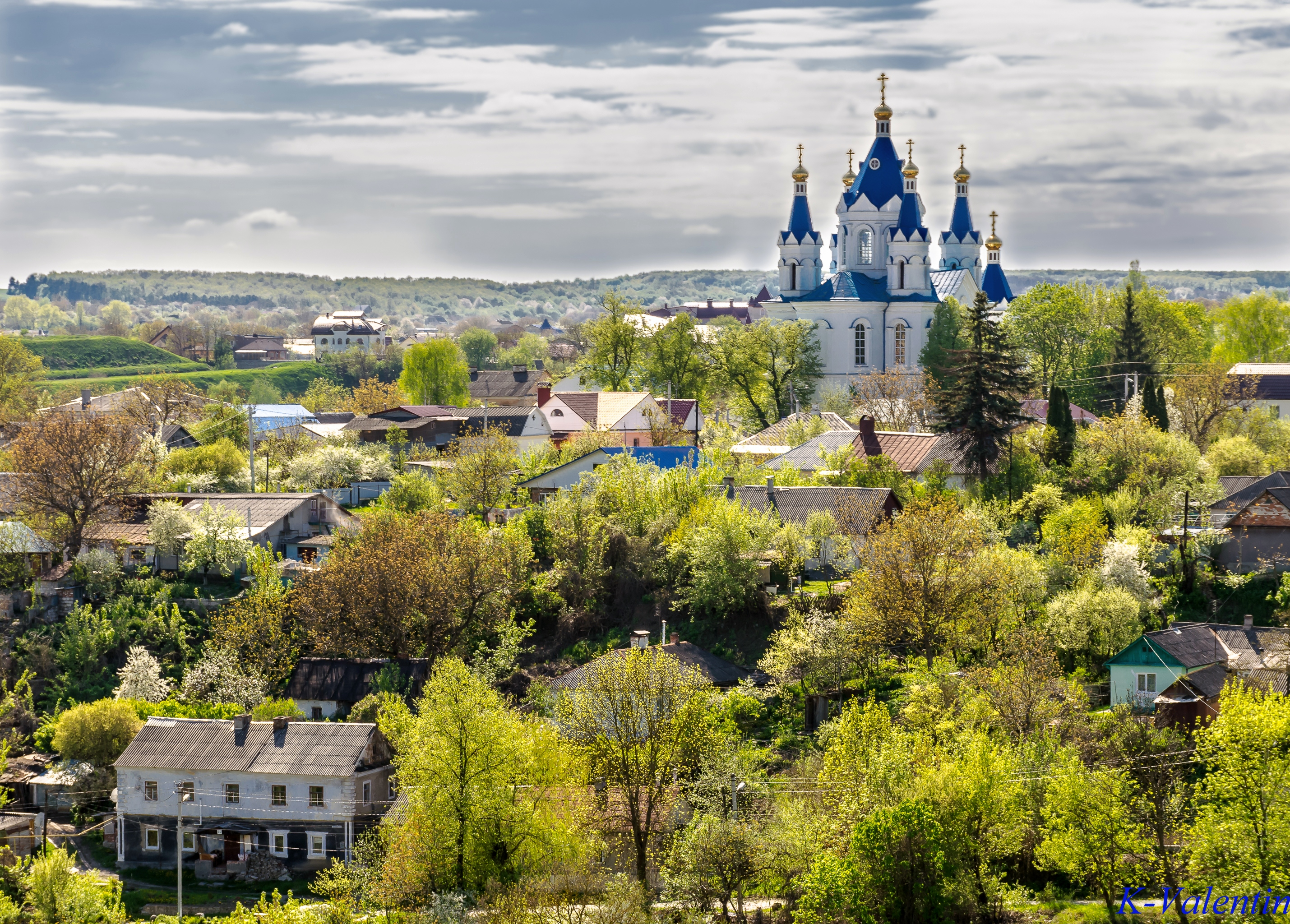
Cathédrale Saint-Georges.
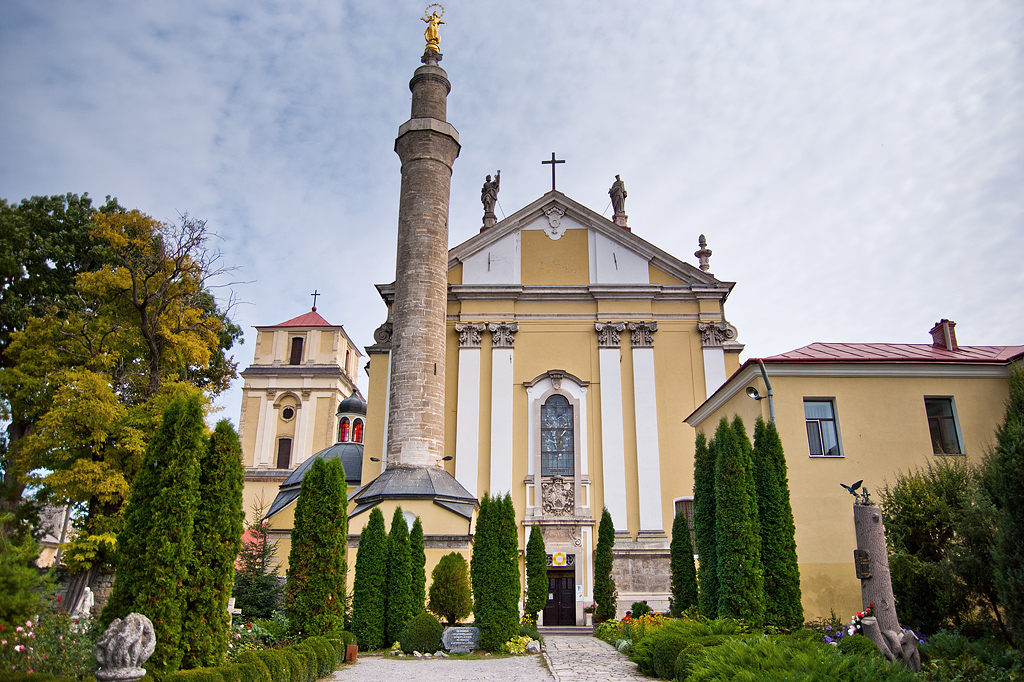
La cathédrale Saint-Pierre-et-Saint-Paul.

## Source
- (en) Cet article est partiellement ou en totalité issu de l’article de Wikipédia en anglais intitulé « Kamianets-Podilskyi » (voir la liste des auteurs).